# Хроники полукровок
Цикл книг американской писательницы Андрэ Нортон состоит из трех книг и одной незавершенной повести:
1. Проклятие эльфов. (The Elvenbane). 1991. В соавторстве с Mercedes Lackey
2. Эльфийское отродье. (Elvenblood). 1995. В соавторстве с Mercedes Lackey
3. Эльфийский лорд. (Elvenborn). 2002. В соавторстве с Mercedes Lackey
4. Выкормыш эльфов. (Elvenbred). Незавершён. В соавторстве с Mercedes Lackey

## Сюжет
В мире, очень похожем на Землю, одновременно существуют несколько разумных рас: Эльфы, Драконы, Люди. Каждая раса обладает своим видом магии.
Иногда встречаются межрасовые метисы. Полукровки являются потомками Эльфов и Людей, им доступна магия и Людей и Эльфов, поэтому Полукровок часто ещё называют Волшебниками.
Изначально в этом мире жили одни лишь Люди. Эльфы, открыв Врата, проникли сюда и, пользуясь своим магическим могуществом, покорили Людей, низведя их до положения рабов.
Драконы открыли свои Врата, причём об этом проникновении Эльфы не знают. Драконы создали свою собственную цивилизацию, которая называется Логово. Тайна присутствия Драконов в этом мире — одна из самых охраняемых. С этой целью у молодых драконов существует особый вид послушания: тайно пробраться либо в эльфийское поместье, либо в людское племя, чтобы получать разведданные. Был случай настоящей прогрессорской деятельности дракона среди Волшебников. Однако чаще эти шпионские операции являются ничем иным, как способом позлить могущественных эльфов, сбить их с толку, чтобы потом тихонько посмеяться в своем Логове. У Драконов такой юмор.
Именно с целью розыгрыша драконица Аламарана (коротко Алара) пробирается в поместье могущественного эльфийского лорда Ратекреля. Она принимает обличье молодой эльфийки, а представляется как Йиссандра, младшая дочь лорда Майена. Лже-Йиссандра вручает лорду Ратекрелю письмо, заверенное личной печатью лорда Майена.  Гостья объяснила, что явилась для выполнения некоего поручения «отца». Очарованный юной эльфийкой, Ратекрель предлагает девушке руку и сердце. Та дает формальное согласие, выполнив эльфийский ритуал обручения. Затем, во время предсвадебных хлопот, «невеста» бесследно исчезает. Пока её разыскивают по всему поместью, она отсиживается в подвале, среди рабов.
Исчезновение невесты — не только неслыханное попрание эльфийского этикета. Это отказ от брака, фактически плевок в лицо заносчивому лорду, глумление над ним. Взбешённый Ратекрель связывается с лордом Майеном. И получает ещё одну пилюлю. У Майена действительно есть дочь Йиссандра, однако она никуда не отлучалась из поместья. Они никак не могла дать формальное согласие на брак, поскольку является несовершеннолетней — ей всего десять лет. Письмо, предъявленное самозванкой, было выкрадено некоторое время назад.
Однако проделки Алары на этом не заканчиваются.  Драконица, сидя в подвале, пускает среди рабов весть о Проклятии Эльфов:
«Придет Дитя! Оно будет рождено человеческой женщиной, но взрастят его драконы, и будет оно владеть магией более  могущественной, 
чем любой эльфийский лорд. 
Дитя это узнают по тому, что оно будет читать все мысли, странствовать на крыльях драконов и 
овладеет магией прежде, чем научится ходить. 
Оно подвергнется гонениям еще до рождения, но избежит преследований. 
Это Дитя будет продано, но никогда не будет куплено. 
Оно все выиграет и все потеряет.»
Аламарана сама не ожидала, что её розыгрыш обернется самым настоящим пророчеством.  Вскоре ей пришлось удочерить новорожденную девочку, полукровку, мать которой погибла при родах. Девочку назвали Лашаной (коротко Шаной), что на эльфийском языке означает «сирота».
Удочерение драконами человеческого детеныша вызвало немалые потрясения, как в самом Логове, так и во всем мире. Лашана, когда выросла, оказалась могущественнейшей волшебницей, которой была знакома эльфийская, людская и драконья магия.

## Разумные расы

### Эльфы
Очень высокие ростом и худые, с бледной кожей, не поддающейся загару, сколько бы не находились на солнце. Ярко-зеленые глаза с вертикальным кошачьим зрачком, очень острые вытянутые уши, напоминающие острие боевого копья. Волосы очень светлые, либо с оттенком серебра, либо золота, прямые и очень длинные.
Срок жизни эльфов настолько велик по сравнению с Людьми, что люди их считают бессмертными. На самом деле, эльфы, конечно, смертны, и могут быть убиты. Не подвержены обычным человеческим болезням, например, не могут простудиться.
Их характер — невероятное высокомерие, тщеславие и заносчивость, не только по отношению к рабам, но и друг к другу. Могущество любого эльфийского лорда определяется двумя факторами: мощью его личной магии и богатством его поместья.
Обычно малосостоятельные эльфы, со слабыми магическими возможностями, вынуждены идти в услужение к лордам, становясь надсмотрщиками над рабами, тренерами гладиаторов, охранниками, экономами и т. д.
Магия эльфов основана в основном на иллюзиях. При сотворении заклинания маг должен изрядно выложиться, растратив жизненные силы, на восстановление которых уходит несколько дней. При этом создается либо предмет, либо интерьер, либо украшение, которые выглядят настоящими лишь какой-то срок, затем распадаются. Только самые могучие маги среди эльфов способны творить настоящие предметы. Для усиления, концентрации и запасания впрок своей силы используют очень распространенные в природе бериллы. Другие драгоценные камни (рубины, изумруды, сапфиры) ценятся эльфами только за красоту. Их используют для украшения жен или наложниц-рабынь, но для магии они применения не нашли.
Старые хроники упоминают, что Эльфы проникли в этот мир, спасаясь от опасностей своего собственного мира, который звался Эвелон. Для открытия Врат им пришлось объединить усилия многих (или даже всех Эльфов). Многие старые эльфы ещё помнят Эвелон.

### Люди
Были порабощены Эльфами в незапамятные времена, после открытия Врат. Используются в качестве рабов — при выполнении хозяйственных работ в поместьях, в качестве гладиаторов, воинов или торговцев. Любой раб носит ошейник с символом своего хозяина. Этот ошейник блокирует не только магию Людей (которая довольно распространена), но и любую мысль о неподчинении, бунте или побеге.
Существуют и свободные Люди. 
Упоминаются Торговцы, живущие тем, что выменивают меха на зерно или инструменты. Торговцы живут в лесах, в небольших деревнях. Занимаются охотой, рыбалкой, возделывают огороды. 
Кроме торговцев, существуют Люди Железа, которые живут в степях. Это типичные кочевники, весь свой быт и уклад жизни построившие вокруг выпаса многочисленного скота. 
Хроники упоминают Людей Зерна, которые были истреблены Эльфами.
Магия Людей — как правило, чтение мыслей, мыслепередача и телепатия. Люди Железа открыли эффект Холодного Железа.

### Драконы
Крылатые создания, четырёхлапые, высокоразумные, живородящие, теплокровные. Лапы вооружены могучими когтями, пасть усеяна множеством острейших зубов. Себя Драконы называют просто Народом. Хотя у них свой собственный язык, они прекрасно знают эльфийский. У них своя литература, хотя они предпочитают пользоваться эльфийскими книгами в качестве хроник, справочников и руководств. Драконы, живущие среди людей, знают многие человеческие наречья.
Питаются Драконы в основном сырым мясом. Они любители охоты на диких животных, хотя некоторые держат домашний скот. Кроме того, метаболизм Драконов позволяет им усваивать солнечный свет — поэтому они могут часами греться на солнышке, расправив кожистые крылья.
Драконья кожа — прочнейший материал. Чешуи, защищающие кожу, металлизируются — для этого дракону приходится искать и употреблять в пищу руды различных металлов. Упоминаются кадмий, олово, медь, цинк, ртуть. Медь придает чешуям зеленый цвет, ртуть — красный и т.д. Каждый дракон предпочитает какой-то один цвет, поэтому вынужден искать "свой" металл. Поскольку драконы растут всю свою жизнь, им приходится регулярно сбрасывать кожу. Если дракон не может найти необходимый ему металл, он вынужден употреблять в пищу собственную кожу. Поэтому Драконы хранят сброшенную кожу в специальной кладовке в своем логове. Однако, поедание собственной кожи считается среди Драконов дурным тоном.
Царапина драконьим когтем почти не страшна Людям (царапина и только), зато у Эльфа вызывают долгую болезнь, нагноение и может принести смерть. Предприимчивые Торговцы даже организовали сбор сброшенных драконих когтей, из которых изготовляют наконечники противоэльфийских стрел.
Магия Драконов чрезвычайно разнообразна. В отличие от эльфийской магии иллюзий, это — магия преображения. Например, они могут «лепить» из камней, как из глины, разнообразные изделия — от архитектурных форм до таких утилитарных предметов, как котел, горшок или ванная. Другой пример магии преображения Драконов — превращение в других существ. Например, дракон может превратиться либо в человека, либо в  эльфа, либо в полукровку, либо в животных, рыб, либо в камень. Проблема избыточной массы решается помещением этой массы в загадочную сущность Вовне. При этом дракон начинает отбрасывать некую «драконью» тень. Эту тень трудно обнаружить даже опытным магам, но тем не менее, при соответствующей тренировке этому можно научиться. Очень редкая способность драконьей магии — способность вызывать молнию. Это умение чрезвычайно опасно и доступно лишь шаману Логова. Драконья молния проскакивает между концами крыльев. Молния используется во время обряда, именуемого Громовым Танцем, но были случаи боевого применения.
Как Драконы овладели секретом открытия Врат, неизвестно. Некоторые предания утверждают, что они нашли и восстановили старые эльфийские Врата, иногда утверждается, что они овладели этой технологией сами.

### Полукровки или Волшебники
Полукровки рождаются в результате соития эльфа и человеческой женщины, либо человека и эльфийки. Хотя по внешним признакам больше похожи на Людей, несут и эльфийские черты: ярко-зеленые глаза и заостренные (но не вытянутые) уши.
Как правило, все полукровки чрезвычайно сильные маги, причём им доступна магия обоих рас. Поэтому их и называют Волшебниками. Эльфы, опасаясь могущества полукровок, принимают очень жесткие меры: при обнаружении полукровка и его мать немедленно уничтожаются.
Тем не менее, полукровки время от времени появляются на свет.
Например, любой эльфийский лорд обязательно содержит гарем из человеческих самок-наложниц. В гарем попадают самые красивые женщины. Та, которой выпало счастье быть фавориткой, получает особо дорогие подарки от господина. Поскольку фаворитка в курсе всех распоряжений и замыслов хозяина, она может оказать значительное влияние на политику. Её благосклонности пытаются добиться. Ей завидуют другие женщины гарема. Поэтому гаремы представляют собой непрерывное поле интриг, коварных замыслов и подлых поступков. Против матери Лашаны был применен такой трюк: в дни овуляции ей подали пищу с господского стола, противозачаточных средств не содержащую. (Всем женщинам гарема в пищу обязательно подмешивают противозачаточные средства.) Женщина забеременела и, естественно, подлежала уничтожению. Поскольку бывшей фаворитке удалось ускользнуть от кары, сбежав из господского дома в пустыню, она родила полукровку — Лашану.
Другой источник полукровок — это результат невообразимо сложного уклада эльфийской семейной жизни. Эльфийка, выходя замуж, подписывает брачный контракт, одним из пунктов которого является рождение лорду наследника. В случае, если ей забеременеть не удается, лорд имеет право расторгнуть контракт и отослать бывшую жену в отчий дом. Это значит, что отвергнутая женщина остаток своей длинной жизни проведет в условиях, напоминающих тюрьму или строгий монастырь — поскольку побывавшая замужем эльфийка никому не нужна. Зато, родив наследника, она обретает некое подобие свободы. Она может посещать балы, предаваться чревоугодию и возлияниям (излишний вес и алкоголизм эльфам не грозит). Ей даже позволяется завести свой собственный гарем, из людей-рабов. Поскольку Эльфы плодовитостью не отличаются, несчастная эльфийка вынуждена беременеть от человека из своей свиты. Внешность своего ребёнка-полукровки мать маскирует магией — создает ребёнку эльфийскую внешность, пока тот не вырастет, и не сможет поддерживать свою внешность сам.
Волшебники, ускользнувшие из частого сита эльфийского контроля, обосновались в самом сердце эльфийских земель — в лесу, в системе пещер под названием Цитадель. Волшебники тоже тщательно следят за появлением полукровок, и, при появлении таковых, принимают меры к их похищению. Затем подростка-полукровку ждет длительный процесс воспитания и обучения. Воспитание заключается в том, что он становится слугой старшего волшебника.
Волшебники  держат небольшое стадо из овец (ради мяса), и заставляют учеников трудиться на огороде. Тем не менее большинство продуктов, всю одежду, оружие, утварь, книги, украшения и инструменты они крадут у Эльфов с помощью магии. Сначала происходит разведка — выясняют, где какой товар находится, затем взвешивают шансы, можно ли украсть тюк-другой, не вызвав подозрения, и, наконец, предмет или предметы телепортируются в Цитадель.

### Потомки эльфов и драконов
В третьей книге дается намек на существование еще одного вида метисов — драконов и эльфов. Так ли это, неизвестно, поскольку четвертая книга неокончена.

## Магия
В этом мире магией владеют все три вида разумных существ. Каждому виду присущ свой вид магии, и лишь полукровки могут владеть магией и Эльфов и Людей.

### Магия Эльфов
Как правило, это магия иллюзий и преобразований. У Эльфов мужская и женская магия различаются. Но не потому, что эльфийка не может овладеть мужской магией (есть примеры — может) но, скорее, в силу воспитания. У мужчин чрезвычайно развита магия принуждения. Женская магия в основном связана с преобразованием. Из боевой магии упомянуты молнии-стрелы. Возможно сотворить магический светильник. Упоминается магическая завеса, которая позволяет пройти сквозь неё лишь определенному числу лиц. Известны генетические эксперименты эльфов и их попытки управлять погодой. Очень сильные маги могут открывать порталы для перемещений между поместьями. Для коммуникации используется портал, передающий звук и изображение, который называется телесон. Для бегства из Эвелона многие эльфийские лорды объединили свою мощь, чтобы открыть Врата.

### Магия Драконов
Магические возможности Драконов впечатляют. Прежде всего это магия преображения. Драконы могут преобразовывать как свои тела, так и окружающие предметы. В отличие от эльфийской магии преобразований, преображение постоянно. Таким образом Драконы могут «лепить» из камней предметы материальной культуры — посуду, архитектурные изыски, полости в грунте для убежищ и Логова. Кроме того, Драконы могут находить в толще земли рудосодержащие жилы — и извлекать из них металлы в виде слитков. Металл Драконы употребляют не для утилитарных целей, а в пищу — для металлизации чешуй на своем теле. Драконы могут читать мысли как друг друга, так и других существ. Известна возможность Драконов управлять климатом. Хотя боевая магия упомянута, она используется, в основном, для таких ритуалов, как дуэли. Интересен эффект, когда драконица Алара пыталась обучить полукровку Лашану драконьей магии. Чтение мыслей Лашана освоила без труда, а вот магия преображения ей оказалась недоступна, хотя её обучили всем необходимым действиям.

### Магия Людей
У Людей магия связана с чтением мыслей, их передачей, обнаружением других людей. Рабские ошейники совершенно блокируют у раба магические способности, внушая ему желание беззаветно служить хозяину и делая невозможной мысль о побеге или предательстве. Эльф-хозяин с помощью ошейника может наказать раба, пытать его и даже убить.

### Эффект «Холодного Железа»
Эльфы называют железо Смертоносным металлом. Железо не только блокирует их магические способности, но и способно при соприкосновении с кожей эльфа вызвать сильный ожог. Кроме того, если маг-эльф творит заклинание, железо в слитках или изделиях поглощает энергию, сильно нагреваясь при этом. Стрелу-молнию железное изделие распыляет. Стальные изделия обладают тем же эффектом.
Для людей железо и изделия из него совершенно безвредны, для полукровок из сильных магов создает помехи в виде шума в затылке, напоминающего головную боль. Эльфы используют железо и сталь в хозяйстве только для изготовления кандалов для рабов и мечей для гладиаторов.

## Машины и механизмы
Технические отрасли практически не развиты. В третьей книге существует намеки, что эльфы провели через Врата некоторое количество машин и роботов. Однако энергия, питавшая эти машины, быстро истощилась или оказалась недоступна после закрытия Врат. Поэтому вся техника так и валяется брошенной возле запечатанных врат. Некоторые машины способны работать на магической энергии.
Кое-какие технические навыки имеют Люди Железа. Они производят для обмена железные плуги, стрелы, самострелы, кандалы.

## Флора и фауна
В этом мире многие животные очень похожи на земных, хотя отличаются названиями.
- Грель — судя по описанию, верблюд. Неясно, двугорбый или одногорбый.
- Двурог — олень.
- Трирог — похож на оленя, но имеет три рога.
- Однорог — является результатом генетических экспериментов Эльфов. Больше всего по описанию напоминает мифического единорога: мягкая пушистая белая или чёрная шерсть, раздвоенные копыта, посреди лба витой костяной рог. Предполагается, что является результатом скрещивания двурога с трирогом. Эльфы хотели вывести всеядное животное, и это им удалось: кроме травы однороги питаются мясом. Невероятно агрессивен.
- Люпус — судя по латинскому названию, волк.
- Земляная белка — небольшой зверек, очень осторожный.
- Невидимый монстр — неизвестно, действительно ли этот хищник невидим, или просто умеет маскироваться. Охотится из засады, может схватить и мгновенно убить лошадь. Лашана называла его «хватун».

Упоминаются орлы, коршуны, лебеди.
Из растений этого мира упоминаются хвойные деревья — кедры и ели. Из лиственных —  березы и осины. Из культурных растений в тексте упоминаются яблони, рожь и пшеница.